# Michael Hesemann
Michael Hesemann (Düsseldorf, 1964. március 22. –) német történész, író, dokumentumfilmes és újságíró, kezdetben UFO kutatásokkal és földönkívüli látogatók témával foglalkozott, 1997 után a keresztény vallás- és egyháztörténet felé fordult. Jó kapcsolatot ápolt XVI. Benedek pápával, akinek évekig bizalmasa volt.

## Élete
Egyetemi tanulmányait Göttingenben végezte, ahol történelmet, kultúrantropológiát, irodalmat és újságírást hallgatott. Düsseldorfban és Rómában él, eddig 32 könyve 14 nyelven és több mint kétmillió példányban jelent meg.
A paratudományok különböző témáiban megjelent publikációk révén vált ismertté, beleértve a próféciákat, az ufókutatást, a gabonaköröket. 1984 és 2000 között a Magazin 2000 folyóirat főszerkesztője volt, amely paranormális témákkal foglalkozott.
Számos nemzetközi konferencián és világszerte több mint 30 egyetemen – köztük a Pápai Lateráni Egyetemen is – tartott előadást. 2008-tól a Pave The Way Foundation szervezet német képviselője, amely a vallások közötti közeledést és különösen a keresztények és zsidók közötti megbékélést szolgálja.

## Keresztfelirat
1998-ban Hesemann a Pápai Tudományos Akadémia engedélyével Jézus feltételezett keresztfeliratának 
ereklyéjét vizsgálta, amely a római Santa Croce in Gerusalemme templomban (Jeruzsálemi Szent Kereszt-templom) található. Hét izraeli összehasonlító paleográfus a héber, görög és latin felirat keletkezését az 1. századra tette, ezután a kutatás eredményeit egy magánkihallgatás keretében átnyújtotta II. János Pál pápának.
A Pápai Lateráni Egyetemen 1999-ben rendezett konferencián mutatta be az eredményeket a nyilvánosságnak, és egy évvel később kiadta a „Die Jesus-Tafel” (A Jézus-tábla) című könyvét, amely magyar nyelven még nem jelent meg. Carsten Peter papirológus és Maria-Luisa Rigato római egyháztörténész is megerősítette Hesemann tanulmányát. Újabb szénizotópos kormeghatározással végzett vizsgálatok azonban megkérdőjelezték a századi keletkezését: a fatábla korát a 10. és 12. század közé teszik. Hesemann ezt a vizsgált anyag szennyezettségére vezeti vissza – hasonlóan a torinói lepel esetéhez. Ennek értelmében érvelt az ereklye hitelessége mellett 2009 májusában az Universidad CEU San Pablo madridi egyetemen rendezett konferencián. Rigato szerint viszont a római ereklye az elveszett eredeti tárgy pontos mása.

## Fátima
II. János Pál pápa személyes meghívására Hesemann részt vett a 2000-es jubileumi Szentév római megnyitásán és lezárásán, és a pápa kíséretében Lengyelországba, a Szentföldre és Fátimába, Portugáliába utazott. Figyelemmel kísérte a Fatimai Harmadik Titok nyilvánosságra hozatalát, és interjút készített a Római Kúria több magas rangú tagjával.

## Keresztény ereklyék
A 2000-es Szentévben kiadták Die stummen Zeugen von Golgatha (A Golgota néma tanúi) című könyvét, amely az első átfogó tanulmány Krisztus szenvedéstörténetének ereklyéiről. 2001-ben a könyvet személyesen mutathatta be II. János Pál pápának. Számos nemzetközi konferencián tartott előadást a torinói lepel témájában, valamint az oviedói lepelről (Sudarium) is, amelyet ő egy kiegészítő ereklyének tart. Kutatásai során a Jordán partján felfedezett egy 5. századi barlangkolostort, amelyben éppen ez az ereklye volt látható, és szerepelt 6. századi zarándokok leírásában is.

## A Szent Grál
A „Die Entdeckung des Heiligen Grals” („A Szent Grál felfedezése”) című könyvében Hesemann a Szent Grált a valenciai „Santo Caliz”-zal (Szent Kehely) azonosítja, amelyet a 11. és 14. század között bizonyíthatóan San Juan de la Peña pireneusi kolostorban – mint az Utolsó Vacsora Szent Kelyhét – őrizték, és tisztelték. Szerinte a Mons Salvatoris nevű hegy lábánál fekvő apátság topográfiai és építészeti részletei Wolfram von Eschenbach Parsifal című művében bemutatott „Monsalvat” grál-lovagvár leírásával egyezik meg. Ugyanezen logika mentén a grálkirály Anfortas pedig I. Aragóniai Alfonznak (1104–34) (akit okcitán nyelven „Anforts”-nak hívtak), „Parszifál” pedig Rotrou Perche de Val francia lovagnak feleltethető meg.
A Valenciai érsekség felkérésére Hesemann részt vett egy a „Santo Caliz”-ról szóló interdiszciplináris tanulmány elkészítésében, amelyet XVI. Benedek pápa 2006. júliusi látogatásának időpontjában hoztak nyilvánosságra.
2008 novemberében a Valenciai Katolikus Egyetem meghívására részt vett a „Santo Caliz”-ról szóló első nemzetközi konferencián, ahol előadta azt a tézisét, hogy a „Parsifal” valós történelmi eseményeken alapszik.

## Sötét alakok
XVI. Benedek pápát több útján is elkísérte, így követte őt Németországba 2005-ben és 2006-ban, Spanyolországba 2006-ban és Izraelbe 2009-ben. 2007-ben a pápa magánkihallgatáson fogadta, amelynek során bemutatta Őszentségének Sötét alakok – Mítoszok, legendák és hazugságok a katolikus egyház történetéből című legújabb könyvét (magyar nyelven 2009-ben és 2010-ben is megjelent).

## Szent Pál
A Görögországban, Cipruson, Törökországban, Izraelben és Máltán folytatott kutatásai után, a 2008–2009-es Szent Pál-év kezdetén került kiadásra Paulus von Tarsus (Tarzuszi Pál) című könyve, amely – többek között – közli Szent Pál arcának első forenzikus rekonstrukcióját, amelyet a németországi Észak-Rajna-Vesztfália Tartomány Kriminológiai Intézetének (Landeskriminalamt NRW) munkatársai végeztek el.

## XII. Pius pápa védelmében
2008-ban jelent meg a XII. Piusz pápáról szóló, „Der Papst, der Hitler trotzte” („A pápa, aki szembeszállt Hitlerrel”) című könyve, amelyhez a kutatásokat Hesemann a Vatikáni titkos levéltárban végezte, és közben folyamatosan konzultált a pápa boldoggá avatásának posztulátorával. Hesemann a könyvében kijelenti, hogy a pápa több mint 850 000 zsidó életét mentette meg a holokauszt alatt. Az e tárgykörben tett legújabb felfedezése szerint Eugenio Pacelli nemcsak hogy „Hitler pápája” nem volt, hanem a cionizmus korai támogatójának is bizonyult, és az első világháború idején a Török Birodalomhoz tartozó palesztin területeken élő zsidók sértetlenségéért vetette latba befolyását.
2010-ben pedig Hesemann olyan dokumentumokra bukkant a Vatikáni Titkos Levéltárban, amelyek azt bizonyítják, hogy Eugenio Pacelli bíboroskorában már az 1938. novemberi Kristályéjszaka után kétszázezer német zsidó számára kérelmezett vízumot. A felfedezés a világ érdeklődésének középpontjába került, és pozitíve jelentősen befolyásolta a pápa izraeli megítélését.
A könyv 2013-ban jelent meg magyar nyelven, a Magyar Nyugat Könyvkiadó gondozásában A pápa, aki szembeszállt Hitlerrel. XII. Piuszról – ferdítések nélkül címen.

## Régészet az Újszövetség nyomában
2009-ben Hesemann elkísérte XVI. Benedek pápát történelmi szentföldi zarándoklatára. Ennek nyomán kutatásokat végzett a Szentföldön az Újszövetség nyomában, amelynek eredménye két könyv lett: A Názáreti Jézus és A Názáreti Mária (utóbbi magyarul 2012-ben jelent meg).
Kutatásak kiterjedtek – többek között – Kána és Emmausz bibliai települések helyszínének és egy a mai Názáret lakói által feltárt ókori fürdőház korának a meghatározására is. Továbbá történelmi és csillagászati tényekre alapozva Hesemann arra következtetésre jutott, hogy Jézus i. e. 5 márciusában született.
Foglalkozott emellett a legrégebbi Mária-ikonnak tartott Maria Advocata ikonnal, amelyet Santa Maria del Rosarióban, a Domonkos rendi apácák római kolostorában őriznek.

## Magyarul megjelent művei
- Sötét alakok. Mítoszok, legendák és hazugságok a katolikus egyház történetéből; Szt. István Társulat, Budapest, 2009
- A Názáreti Jézus. Régészek a Megváltó nyomában; ford. Diós István; Szt. István Társulat, Budapest, 2010
- Az első pápa. Régészek Péter apostol nyomában; közrem. Eva-Maria Jung-Inglessis, ford. Diós István; Szt. István Társulat, Budapest, 2011
- A názáreti Mária. Történelem, régészet, legendák; ford. Diós István; Szt. István Társulat, Budapest, 2012
- A pápa, aki szembeszállt Hitlerrel. XII. Piuszról – ferdítések nélkül; ford. Laki Ferenc, utószó Perger Gyula; 2. jav. kiad; Magyar Nyugat, Vasszilvágy, 2013
- A Szent Grál felfedezése. Egy kutatás vége; ford. Diós István; Szt. István Társulat, Budapest, 2013
- Michael Hesemann–Arturo Mari: II. János Pál. Örökség és karizma; ford. Diós István; Szt. István Társulat, Budapest, 2014
- Stigmata. Akik Krisztus sebhelyeit viselik; ford. Diós István; Szt. István Társulat, Budapest, 2016
- Fatima titkai. A Mária-jelenések, a pápa és az emberiség jövője; utószó Kurt Koch, ford. Laki Ferenc; Magyar Nyugat, Vasszilvágy, 2017

## Fordítás
- Ez a szócikk részben vagy egészben  a   Michael Hesemann című német Wikipédia-szócikk fordításán alapul.  Az eredeti cikk szerkesztőit annak laptörténete sorolja fel. Ez a jelzés csupán a megfogalmazás eredetét és a szerzői jogokat jelzi, nem szolgál a cikkben szereplő információk forrásmegjelöléseként.
- Ez a szócikk részben vagy egészben  a   Michael Hesemann című angol Wikipédia-szócikk fordításán alapul.  Az eredeti cikk szerkesztőit annak laptörténete sorolja fel. Ez a jelzés csupán a megfogalmazás eredetét és a szerzői jogokat jelzi, nem szolgál a cikkben szereplő információk forrásmegjelöléseként.